# Silumin
Silumin, alpaks, Al-Si – odlewniczy stop aluminium z krzemem o stężeniu 2–30%, najczęściej 5–13,5% oraz innymi (o mniejszym udziale procentowym) dodatkami, takimi jak miedź, magnez, mangan, nikiel i tytan. Jest odporny na korozję, o dobrej lejności, małym skurczu i małą skłonnością do pękania na gorąco. Stosowany głównie w przemyśle motoryzacyjnym (żarowytrzymałość), lotniczym (stopy lekkie), okrętowym (odporność na wodę morską) i konstrukcyjnym (możliwość wykonania złożonych kształtów).

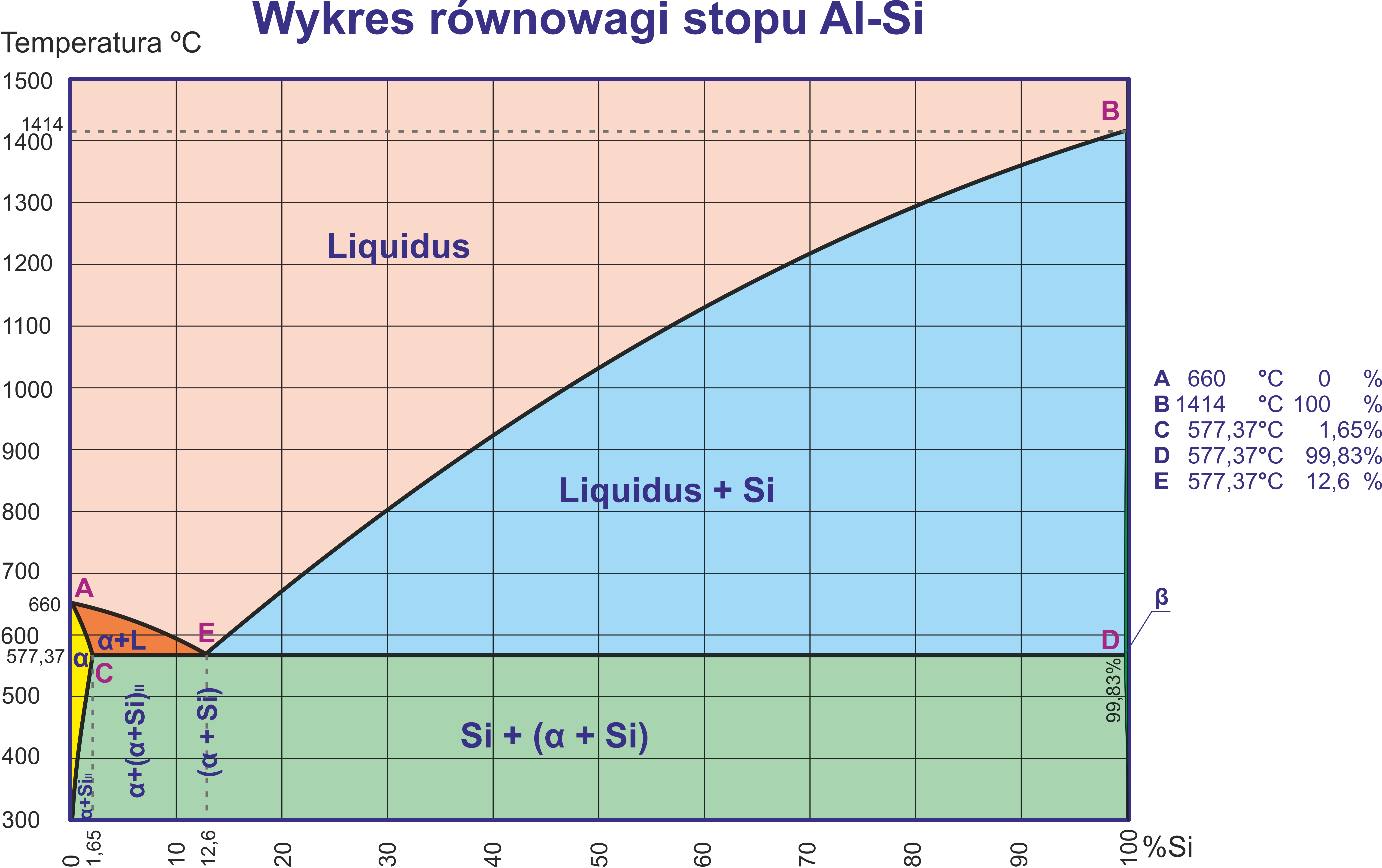
Wykres równowagi fazowej stopu aluminiowo-krzemowego Al-Si na podstawie opr. L.A. Willeya

Siluminy mają bardzo dobre właściwości odlewnicze, dokładnie wypełniają formę, tworzą skoncentrowaną jamę usadową i nie wykazują skłonności do pękania. Dodatki stopowe, takie jak magnez i miedź, zwiększają wytrzymałość, nikiel poprawia odporność korozyjną stopu. Siluminy o zawartości krzemu poniżej 4% nadają się także do obróbki plastycznej.
Najpopularniejsze siluminy to AK12 i AK20 (o 12% i 20% zawartości krzemu). Ze względu na małą rozszerzalność cieplną i mały współczynnik tarcia wykorzystywane są do produkcji tłoków i cylindrów.
W celu poprawy własności siluminów stosuje się ich modyfikację. Siluminy podeutektyczne i eutektyczne modyfikuje się sodem w postaci fluorku (NaF) lub chlorku (NaCl), albo potasem w postaci chlorku (KCl), co powoduje obniżenie temperatury przemiany eutektycznej i przeniesienie punktu eutektycznego ze stężenia 12,6% do 13% Si. Bardziej wydajnymi modyfikatorami są pierwiastki jak antymon (Sb) i stront (Sr) w postaci roztworów stałych w aluminium. Siluminy nadeutektyczne modyfikuje się fosforem.
W celu poprawy właściwości mechanicznych siluminu, bardzo często stosuje się zabieg utwardzania dyspersyjnego, polegający na wyżarzaniu i starzeniu stopu.